# 路史
《路史》，宋朝羅泌撰，共四十七卷。此书为杂史。路史，因《尔雅》训 ‘路’ 为 ‘大’。故路史，即大史之意。《路史》记述了上古以来有关历史，地理，风俗，氏族等方面的传说和史事，取材繁博庞杂。

## 賞析
《路史》上自三皇五帝，下迄夏桀，所涉及的帝王有：初天皇，初地皇，初人皇，叙四大，天皇氏，地皇氏，泰皇氏，叙十纪，钜灵氏，句疆氏，谯明氏，涿光氏，鉋阵氏，黄神氏，狃神氏，犂灵氏，大騩氏，鬼騩氏，弇兹氏等，對於中國姓氏源流有精闢見解，是遠古洪荒史的代表作。但《路史》卷帙繁冗，參考資料多來自緯書和道書，神話色彩強烈，多有怪誕不經之事。故向來不為歷史學家採用。《四庫全書總目提要》批評：“皇古之事，本为茫昧。泌多采緯書，已不足據”，又說“皆道家依托之言”，“殊不免龐雜之譏”。
羅泌采用道家等遗书的说法，文章华丽而亦富于考证，言之成理，书名《路史》，意思是说这是中国历史文化的“大史”之意。从他的著作宗旨看来，深惜孔子“删书”断自唐尧，忽略远古史的传统。《路史》有注文，题曰“男苹承命注”或“男苹注”，注文是羅苹所注。清朝《四库全书》本《路史》則全數删去“男苹注”三字。
《路史》以難讀難解著稱，並存在大量错误。其行文草率的情况隨處可見，如《吕氏春秋》卷十八簡稱称“吕十八”，《史記索隱》省称《史索》。

## 目錄與分卷
《路史》四十七卷，分為前紀、後紀、餘論、發揮、國名記。其中《國名記》第八卷分为《封建後論》、《究言》、《必正劄子》、《國姓衍慶紀原》四文。
- 前紀

凡九卷。
- 後紀

凡十四卷。
- 餘論

凡十卷。
- 發揮

凡六卷。
- 國名記

卷甲、卷乙、卷丙、卷丁、卷戊、卷己、卷庚、卷辛。

## 版本情況
《路史》之版本多而复杂，目前發現有28种，包括南宋本1 种、明本10种、清本17种。四部備要本《路史》四十七卷，宋羅泌撰、男苹（即羅泌之子羅苹）註、明代喬可傳校。现存最早之版本为中国国家图书馆之南宋本，僅是残本，不足二卷。2003年收入《中华再造善本》丛书出版。